# Ritchie Blackmore
Richard Hugh "Ritchie" Blackmore, född 14 april 1945 i Weston-super-Mare, Somerset, är en brittisk gitarrist. Han har medverkat i grupper som Deep Purple, Rainbow och Blackmore's Night, vilken han bildade tillsammans med sin fru Candice Night.
Före Deep Purple hade Blackmore etablerat sig som studiomusiker och turnégitarrist och spelade redan som tonåring med berömda rock- och bluesartister som till exempel Screaming Lord Sutch, Jerry Lee Lewis och Gene Vincent. Blackmore blev tongivande i Deep Purple och för många är det "riktiga" Deep Purple synonymt med de perioder då Blackmore varit med i bandet. Som gitarrist har han varit en stor influens både inom 70-talets tidiga hårdrock och senare tiders heavy metal.

## Deep Purple-åren
Den klassiska besättningen av Deep Purple bestod av Blackmore, Ian Gillan, Jon Lord, Ian Paice och Roger Glover. Första albumet med Gillan och Glover, Deep purple in rock (1970) sålde bra. Av personliga skäl lämnade Gillan gruppen 1973, för en solokarriär och senare för att ansluta till Black Sabbath. Ersättare för Gillan och även Glover som hoppade av samma år blev basisten/sångaren Glenn Hughes och sångaren David Coverdale. Skivorna Burn och Stormbringer släpptes 1974; bägge såldes i miljoner exemplar. I hemlighet hade Blackmore även spelat in en skiva med bandet Elf där han kickat gitarristen och för att senare döpa om bandet till Rainbow. Missnöjd med de soul- och funkinfluenser som främst Hughes bidragit med, samt dispyter om låtval lämnade Blackmore 1975 det Deep Purple som han hade grundat 1968. Samma halvår han lämnat Deep Purple kom första skivan med Rainbow ut, kallad "Ritchie Blackmore's Rainbow". 
1984 återförenades Deep Purple i den "klassiska" sättningen och släppte Perfect Strangers. Efter en turné i USA, Japan och Europa släppte de efter två års turnerande skivan "House of Blue Light". Skivan sålde mindre bra, men oenigheten mellan Blackmore och Gillan fick till följd att Gillan fick slutade i bandet 1989. Därefter tog Blackmore in Rainbowsångaren Joe Lynn Turner som just lämnat Yngwie Malmsteens band Rising Force. Det följande albumet Slaves and Masters, med Turner som vokalist, sålde dåligt. Turner fick sluta mitt under inspelningarna av nästa platta. Skivbolaget och resten av bandmedlemmarna ville ha tillbaka Gillan. Så blev det trots att Blackmore röstade emot förslaget. Gillan kom in i bandet medan plattan "The Battle Rages On" slutfördes. Blackmore spelade med på halva turnén innan han sade att han aldrig mer ville spela med Deep Purple. Ersättare på turnén för Blackmore blev tillfälligt gitarristen Joe Satriani.

## Rainbow
1975 kom första skivan "Ritchie Blackmore's Rainbow" ut. 1976 till 1980 kom hårdrocksklassikerna "Rising", "Long Live Rock 'n' Roll", "Down to Earth" och "Difficult to Cure". Medlemsbyten skedde för varje skiva och till slut var det bara Blackmore kvar av originalmedlemmarna. Största försäljningsframgångarna blev första, "Rising" och "Long Live Rock 'n' Roll" där Blackmore bland annat hittat musiker som Ronnie James Dio, Cozy Powell, Bob Daisley, Jimmy Bain, Tony Carey och David Stone. Efter Dio kom sångaren Graham Bonnet och även den tidigare bandkollegan från Deep Purple Roger Glover in på skivan "Down To Earth" som fick två hits, den riktiga hårdrockslåten "All Night Long" och den lite mer radiovänliga "Since You've Been Gone". Cozy Powell hoppade av. Blackmore tog nu in helt nya medlemmar i bandet och på sång fanns Joe Lynn Turner då Graham Bonnet lämnat bandet under inspelningarna av Difficult to Cure. 
Ett flertal hits kom från deras tre skivor: Difficult to Cure, Straight Between the Eyes och Bent Out of Shape. Men musiken var nu mycket mera radiovänlig hårdrock, även om det på varje skiva fanns några riktiga gamla hårdrockslåtar som liknade de gamla Rainbow- och Deep Purple-låtarna i soundet var stor del av fansen besvikna. 1984 slutade Rainbow spela då Blackmore återförenades med Deep Purple och släppte skivan Perfect Strangers. Trots att Blackmore var känd redan långt innan med Deep Purple sa han själv att han inte ville göra Rainbow till det Deep Purple hade varit. 
1995, efter att ha hoppat av Deep Purple för andra gången, släppte Rainbow skivan Strangers in Us All som sålde bra. Mitt under turnén 1996 spelade Blackmore in en platta med låtar som han och flickvännen Candice Night skrivit under de föregående åren. Musiken var en blandning av pop och medeltida influenser. Plattan gavs ut 1997 och Rainbowprojektet lades på is. Konserter ställdes in och den planerade uppföljaren till "Strangers in Us All" blev aldrig av. Sedan 1997 har Blackmore fokuserat på sitt band Blackmore's Night. Under årens lopp har det önskats och talats om att Blackmore skulle återförenas med musiker han spelat med i Deep Purple eller Rainbow men det har aldrig blivit något även om det sägs ha varit nära någon gång. 2015 sa dock Blackmore att han ville spela hårdrock igen av nostalgiska skäl och att det skulle bli några enstaka spelningar. Den 17 juni 2016 gjord han sin första hårdrockkonsert sedan 31 maj 1997. 2016 till 2019 var det 3-5 spelningar varje år under namnet Rainbow men de spelade även musik av Deep Purple. På keyboard spelar svenske Jens Johansson som även spelar med Stratovarius. Han medverkade även på Blackmore's Night album Under A Violet Moon. 2019 var de huvudakt på Sweden Rock Festival. Det finns 3 livealbum från 2016 och 2017 och några singlar utgivna från den nya bandupplagan. För att hitta musik utgivet av Ritchie Blackmore på t.ex Spotify måste man söka under flera namn: Deep Purple, Rainbow, Ritchie Blackmore's Rainbow, Blackmore's Night och Ritchie Blackmore. En del tycker att Blackmore är bäst i Deep Purple, andra i Rainbow och en del i Blackmore's Night. Men om man lyssnar noggrant på musiken hör man att det alltid funnit inslag av klassisk musik, medeltidsmusik, östeuropeisk och orientalisk musik i alla band. Child in Time, Highway Star, Spotlight Kid, Fire Dance m.fl. har t.ex. alla partier som lika gärna kunde varit ett flöjtparti då alla har inspiration från bland annat Östeuropa och polka.
Richie Blackmore gjorde tillsammans med frun Candice Night en spelning hos TV4 och bingolotto i Göteborg 2001.

## Diskografi (urval)

### Studioalbum med Deep Purple
- 1968 – Shades of Deep Purple
- 1968 – The Book of Taliesyn
- 1969 – Deep Purple
- 1970 – Deep Purple in Rock
- 1971 – Fireball
- 1972 – Machine Head
- 1973 – Who Do We Think We Are
- 1974 – Burn
- 1974 – Stormbringer
- 1984 – Perfect Strangers
- 1987 – The House of Blue Light
- 1990 – Slaves and Masters
- 1993 – The Battle Rages On...

### Studioalbum med Rainbow
- 1975 – Ritchie Blackmore's Rainbow
- 1976 – Rising
- 1978 – Long Live Rock 'n' Roll
- 1979 – Down to Earth
- 1981 – Difficult to Cure
- 1982 – Straight Between the Eyes
- 1983 – Bent Out of Shape
- 1995 – Stranger in Us All

### Album med Blackmore's Night
- 1997 – Shadow of the Moon
- 1999 – Under a Violet Moon
- 2001 – Fires at Midnight
- 2003 – Past Times with Good Company (livealbum)
- 2003 – Ghost of a Rose
- 2004 – Beyond the Sunset: The Romantic Collection (samlingsalbum)
- 2006 – The Village Lanterne
- 2006 – Winter Carols
- 2008 – Secret Voyage
- 2010 – Autumn Sky
- 2013 – Dancer and the Moon
- 2015 – All Our Yesterdays